# ريجنافيل
ريجنافيل (بالفرنسية: Regnauville)‏ هي بلدية تقع في إقليم باد كاليه من منطقة نور با دو كاليه في شمال فرنسا. تبلغ مساحة هذه المدينة 4.17 (كم²)، وترتفع عن سطح البحر 115 م، يبلغ عدد سكانها 230 نسمة حسب إحصاء المعهد الوطني للإحصاء والدراسات الاقتصادية سنة 2009 م. وترأس Paulette Hetroy البلدية خلال فترة (2008-2014).